# Ljubljanica
De Ljubljanica (Duits: Laibach) is een 41 kilometer lange rivier in Slovenië. De eerste twintig kilometer stroomt de Ljubljanica voornamelijk ondergronds. De Ljubljanica wordt ook wel de rivier met zeven namen genoemd omdat deze diverse malen ondergronds verdwijnt en telkens onder een andere naam weer opduikt.
Ten noordoosten van Ljubljana mondt de Ljubljanica uit in de Sava. De rivier heeft vóór de opkomst van de spoorwegen een belangrijke rol gespeeld in de aan- en afvoer van goederen naar de Sloveense hoofdstad. De drie bruggen die in het centrum van Ljubljana over de rivier liggen zijn een bekende toeristische attractie.
In de rivier zijn vele archeologische vondsten gedaan uit de bronstijd, ijzertijd, Romeinse tijd tot de renaissance.

## Fotogalerij

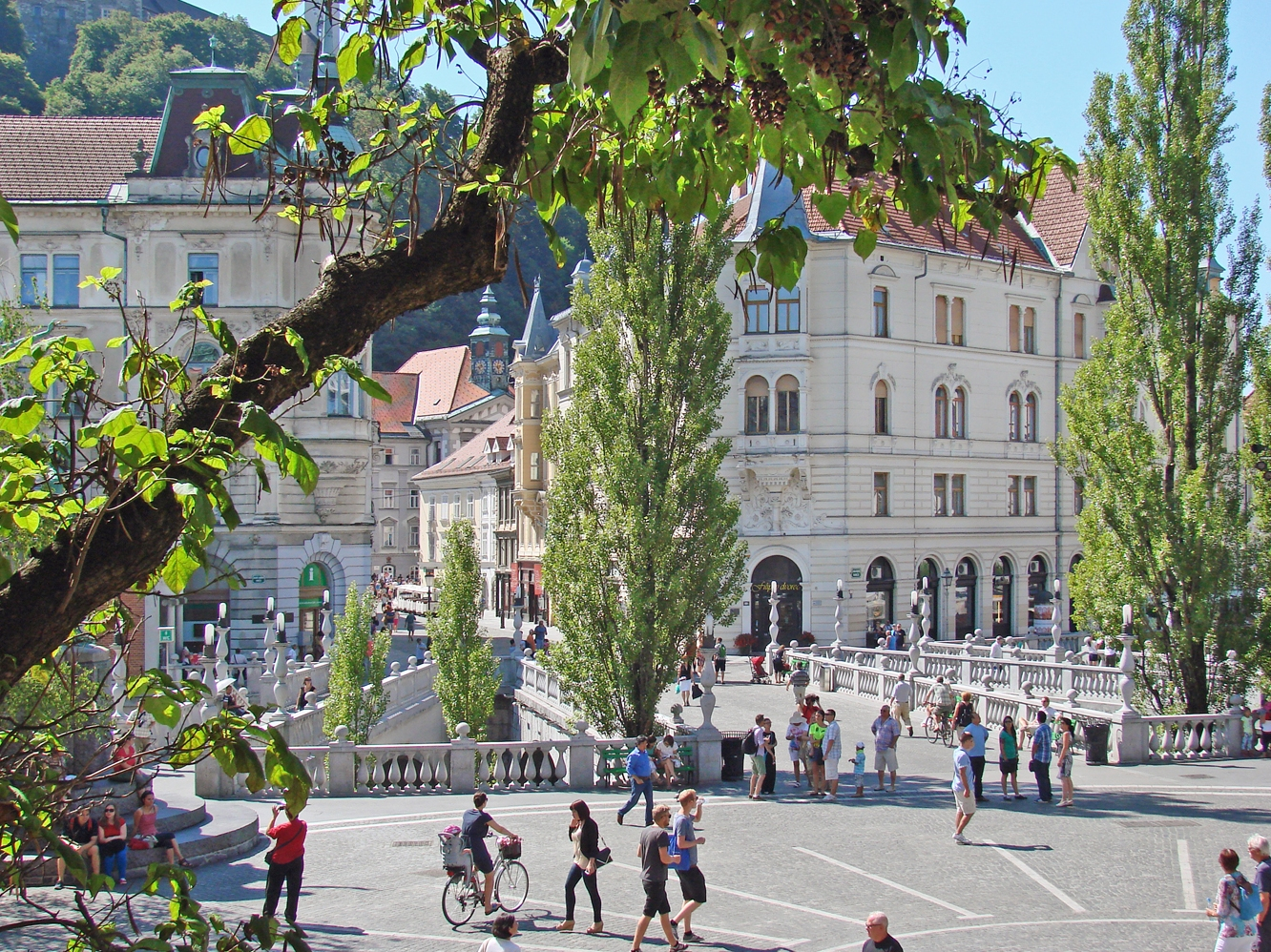
Tromostovje
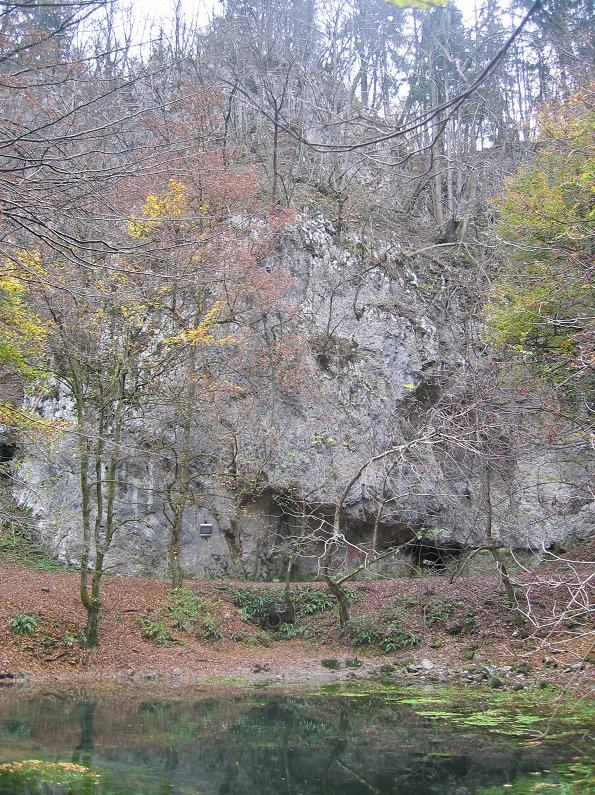
Veliki Močilnik, een van de bronnen bij Verd
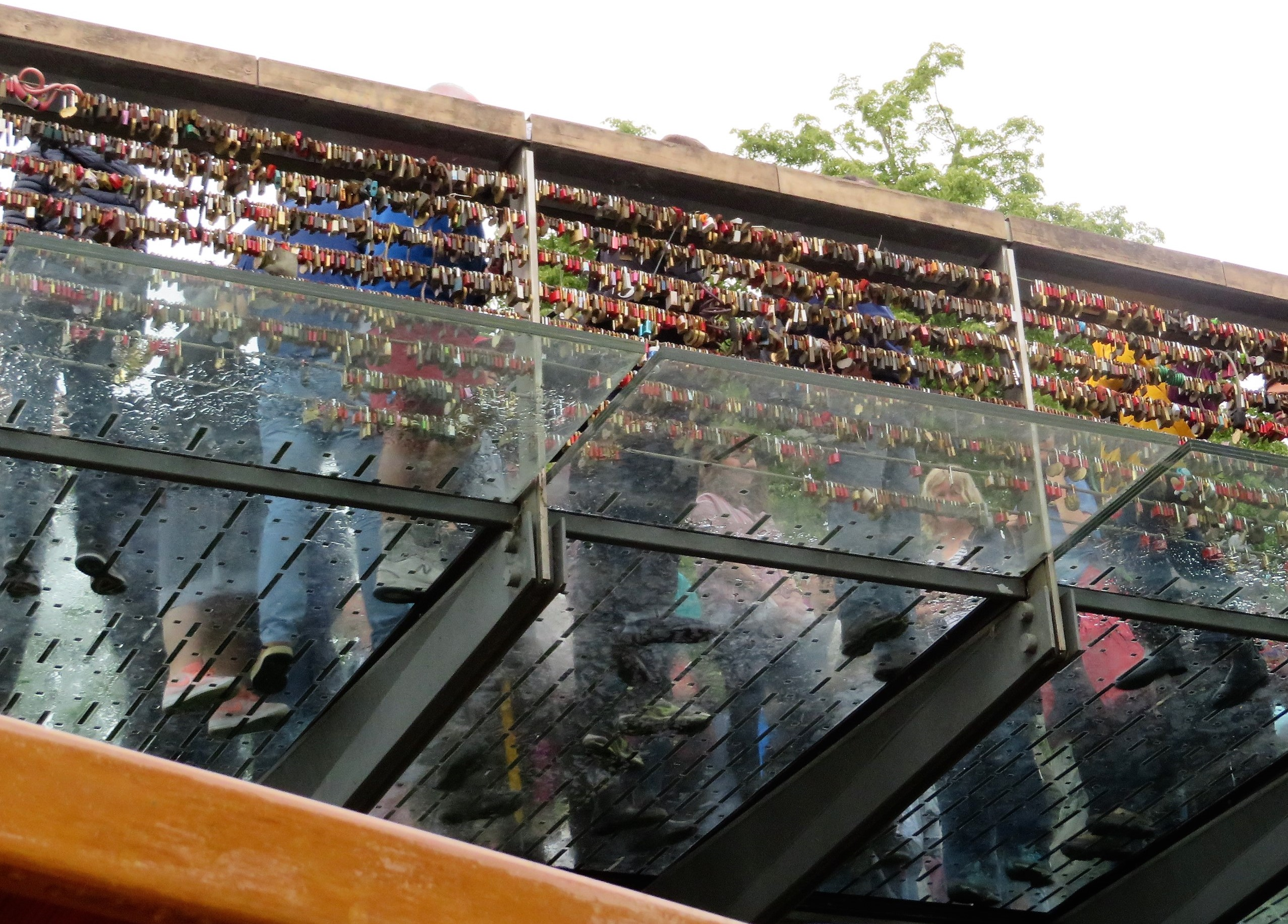
Butchers' Bridge
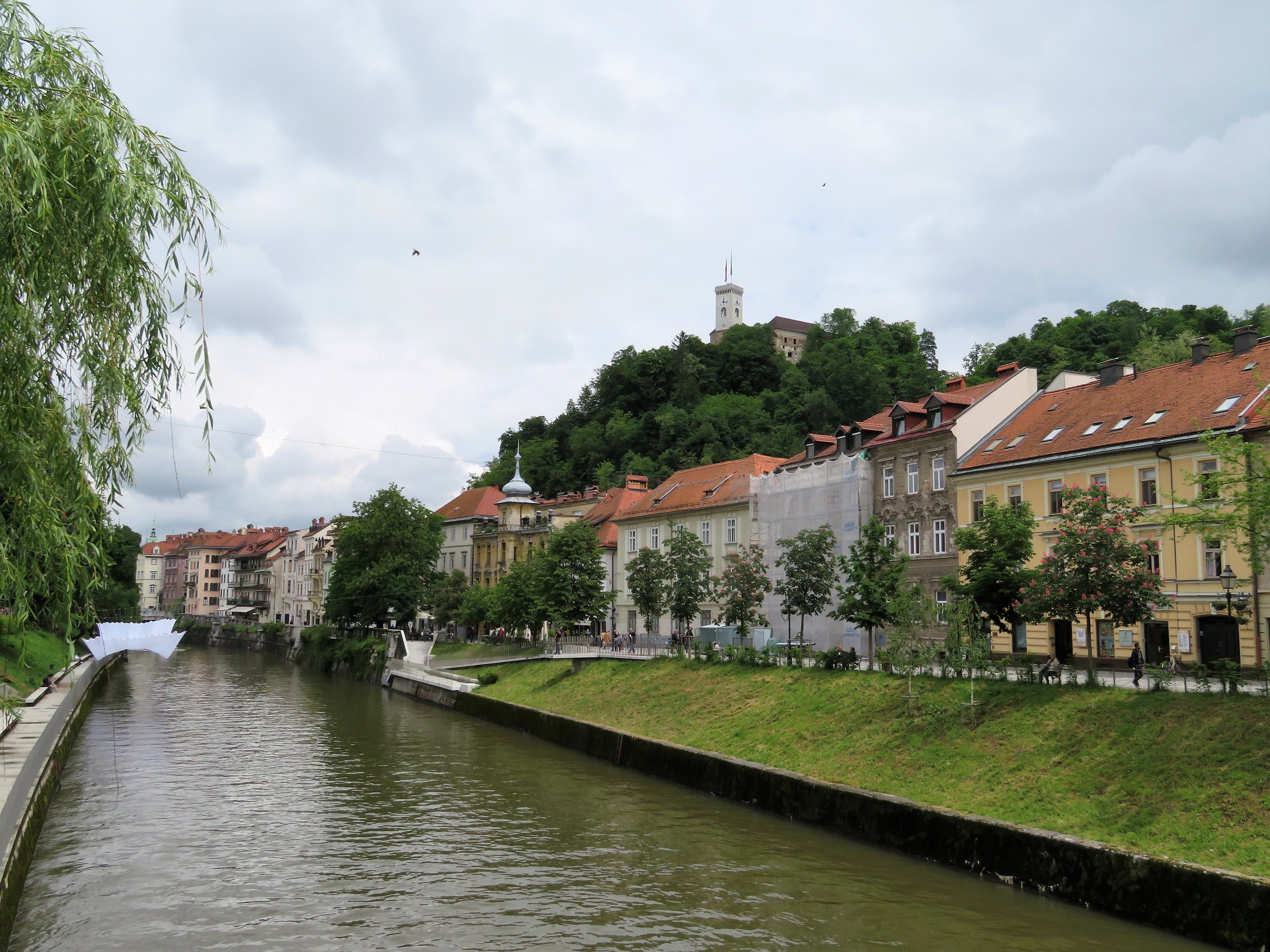
De rivier in Ljubljana